# Sancho al II-lea de Pamplona
Sancho al II-lea Garcés Abarca (n. 936 d.Hr. – d. decembrie 994 d.Hr.) a fost regele Pamplonei din 970 până la moartea sa. El a fost fiul lui Garcia Sancez I și a soției sale,  Andregota, fiica lui  Galindo Aznárez al II-lea, Conte de Aragon. 
Sub domnia lui Sancho, regatul și-a consolidat o parte din câștigurile prodecesorului său, dar a suferit mai multe eșecuri militare importante în mâinile trupelor Umayyad. Navarra a fost legată cu Regatul León și Castilia prin legături familiale, iar tărâmurile au lucrat în mod concentrat, cu monarhia navareză care îl susținea pe regele Ramiro al III-lea de Leon.
La moartea califului de Cordoba, Al-Hakam II, în 976, succesiunea fiului său Hisham al II-lea, a fost predată lui Al-Mansur Ibn Abi Aamir, iar perspectivele regatelor creștine păreau diminuate.  Trupele lui Al-Mansur i-au învins pe creștini la Torrevicente, la sud de Soria. După aceea, musulmanii s-au întors și au triumfat la Taracueña, în apropiere Osma. În 975, Sancho a fost învins de către mauri la San Esteban de Gormaz și se crede că a fost capturat în bătălia de la Estercuel, în același an.
El s-a confruntat cu incursiunile suplimentare de la Almanzor în 989, 991 și 992, ultima rezultând la a doua supunere în Cordoba, iar anul următor, l-a trimis pe fiul său, Gonzalo, cu o ambasadă la Calif. În 994, anul morții sale, regatul a prins o altă incursiune armată a califatului.